# Horisme albipannosa
Horisme albipannosa là một loài bướm đêm trong họ Geometridae.